# Любов Серафима Фролова
«Любов Серафима Фролова» (рос. «Любовь Серафима Фролова») — радянський художній фільм 1968 року, знятий на кіностудії «Мосфільм».

## Сюжет
Солдат Серафим Фролов (Леонід Куравльов), повертаючись з фронту після війни, вирішив поїхати до дівчини Насті (Тамара Сьоміна), яку знав тільки з листування. Однак Настя не приймає його: вона не може забути свого нареченого, який загинув на фронті. Серафим спочатку вирішує виїхати, але потім повертається, сподіваючись, що згодом Настя відповість йому взаємністю. Він влаштовується на роботу в тому ж селищі, знайомиться з медсестрою Анфісою (Лариса Лужина), що повернулася з фронту, допомагає багатодітній Марії (Жанна Прохоренко). Анфіса, якій зраджує чоловік, явно демонструє Серафиму свою симпатію, однак йому більше подобається Марія: він вважає, що їй потрібна його допомога. Так і не добившись взаємності Насті, Серафим їде до Марії. Марія дає зрозуміти, що йому краще повернутися до Насті. Серафим повертається й Настя радісно зустрічає його.

## У ролях
- Леонід Куравльов —  Серафим Фролов
- Тамара Сьоміна —  Настя Силіна
- Лариса Лужина —  Анфіса
- Геннадій Юхтін —  чоловік Анфіси
- Павло Шпрингфельд —  дідусь Насті
- Жанна Прохоренко —  Марія
- Олександра Денисова —  Пилипівна, квартирна хазяйка Серафима, сусідка Ромки
- Олександр Кавалеров — біженець  Сашка
- Валентина Березуцька — епізод
- Рита Гладунко — Клава, двічі вдова, що полюбила Льошу
- Вацлав Дворжецький — колгоспник
- Олександр Кавалеров — Сашка, біженець проїздом з Білорусії, з тіткою
- Олександр Ніколаєв — епізод
- Олександр Погорельчук — епізод
- Олена Поленкова — епізод
- Олексій Сафонов — Льоша, який полюбив Клаву, жінку старше себе на шість років
- Микола Хлібко — епізод
- Іван Лапиков — епізод
- Ольга Сошникова — працівниця будівництва
- Олександр Петров — солдат в автобусі

## Знімальна група
- Режисер-постановник: Семен Туманов
- Сценарій:  Микола Євдокимов
- Оператор: Костянтин Петриченко
- Композитор:  Володимир Рубін
- Художник:  Георгій Турильов